# Liste des subdivisions de niveau provincial de Chine par point culminant
Cette liste présente les subdivisions de niveau provincial (en) de la Chine par point culminant.

## Précisions
Au niveau provincial, qui constitue le premier niveau de l'administration territoriale du pays, la Chine compte officiellement 22 provinces, cinq régions autonomes, quatre municipalités et deux régions administratives spéciales.
Le statut politique controversé de la « province de Taïwan », ainsi que de petites parties d'autres provinces (en), font qu'elles sont comptabilisées à part.

## Liste
- sommets situés entre deux subdivisions chinoises de niveau provincial ;
- sommets situés entre la frontière chinoise (en) et celle d'un État limitrophe (en).

| Rang | Subdivision         | Sommet                               | Altitude (m) | Chaîne/Massif                | Coordonnées                        | Image                     |
| ---- | ------------------- | ------------------------------------ | ------------ | ---------------------------- | ---------------------------------- | ------------------------- |
| 1    | Tibet               | Everest                              | 8 848        | Himalaya                     | 27° 59′ 14″ nord, 86° 55′ 31″ est  | Everest                   |
| 2    | Xinjiang            | K2                                   | 8 611        | Karakoram                    | 35° 52′ 53″ nord, 76° 30′ 51″ est  | K2                        |
| 3    | Sichuan             | Minya Konka                          | 7 556        | Monts Hengduan               | 29° 35′ 42″ nord, 101° 52′ 44″ est | Minya Konka               |
| 4    | Qinghai             | Bukadaban Feng (en)                  | 6 860        | Cordillère du Kunlun         | 36° 01′ 27″ nord, 90° 51′ 57″ est  | Bukadaban Feng            |
| 5    | Yunnan              | Kawagebo                             | 6 740        | Monts Hengduan               | 28° 26′ 14″ nord, 98° 41′ 00″ est  | Kawagebo                  |
| 6    | Gansu               | Altun Shan                           | 5 830        | Altyn-Tagh                   | 39° 15′ 03″ nord, 93° 41′ 47″ est  | Illustration manquante    |
| NC   | Taïwan              | Yu Shan                              | 3 952        | Chaîne du Yushan             | 23° 28′ 10″ nord, 120° 57′ 29″ est | Yu Shan                   |
| 7    | Shaanxi             | Mont Taibai (en)                     | 3 767        | Monts Qinling                | 33° 57′ 18″ nord, 107° 45′ 48″ est | Mont Taibai               |
| 8    | Mongolie-Intérieure | Aobaogeda (zh)                       | 3 556        | Monts Helan                  | 38° 54′ nord, 106° 12′ est         | Aobaogeda                 |
| 8    | Ningxia             | Aobaogeda (zh)                       | 3 556        | Monts Helan                  | 38° 54′ nord, 106° 12′ est         | Aobaogeda                 |
| 9    | Hubei               | Shennong Deng                        | 3 105        | Monts Daba (en)              | 31° 36′ nord, 110° 30′ est         | Shennong Deng             |
| 10   | Shanxi              | Pic Yedou (Mont Wutai)               | 3 061        | Mont Wutai                   | 39° 04′ 45″ nord, 113° 33′ 53″ est | Mont Wutai                |
| 11   | Guizhou             | Jiucaiping (zh)                      | 2 900        | Monts Wumeng                 | 26° 54′ nord, 104° 42′ est         | Jiucaiping                |
| 12   | Hebei               | Petit mont Wutai                     | 2 882        | Monts Taihang                | 39° 51′ 59″ nord, 115° 00′ 37″ est | Petit mont Wutai          |
| 13   | Chongqing           | Yintiaoling (zh)                     | 2 797        | Liang Zishan                 | 31° 28′ nord, 109° 56′ est         | Illustration manquante    |
| 14   | Jilin               | Pic Baiyun (zh) (Mont Paektu)        | 2 691        | Massif du Changbai           | 42° 00′ nord, 128° 06′ est         | Mont Paektu               |
| 15   | Henan               | Laoyachan'ao (zh)                    | 2 414        | Monts Qinling                | 34° 24′ nord, 110° 30′ est         | Illustration manquante    |
| 16   | Pékin               | Mont Ling (en)                       | 2 303        | Monts Yan                    | 40° 01′ 02″ nord, 115° 27′ 13″ est | Mont Ling                 |
| 17   | Fujian              | Mont Huanggang                       | 2 158        | Monts Wuyi                   | 27° 51′ 35″ nord, 117° 47′ 00″ est | Illustration manquante    |
| 17   | Jiangxi             | Mont Huanggang                       | 2 158        | Monts Wuyi                   | 27° 51′ 35″ nord, 117° 47′ 00″ est | Illustration manquante    |
| 18   | Guangxi             | Mont Kitten (en)                     | 2 142        | Monts Nanling (en)           | 25° 48′ 00″ nord, 110° 20′ 00″ est | Illustration manquante    |
| 19   | Hunan               | Lingfeng                             | 2 115        | Cordillère Luoxiao           | 26° 18′ nord, 114° 00′ est         | Illustration manquante    |
| 20   | Zhejiang            | Huangmaojian (en)                    | 1 930        | Monts Wuyi                   | 27° 53′ 24″ nord, 119° 11′ 11″ est | Illustration manquante    |
| 21   | Guangdong           | Shikengkong (en)                     | 1 902        | Monts Nanling (en)           | 24° 55′ 40″ nord, 112° 59′ 27″ est | Shikengkong               |
| 22   | Anhui               | Pic du Lotus (zh)                    | 1 864        | Monts Huang                  | 30° 12′ nord, 118° 12′ est         | Pic du Lotus              |
| 23   | Hainan              | Pic Erzhi (Mont Wuzhi)               | 1 840        | Mont Wuzhi                   | 18° 55′ 14″ nord, 109° 43′ 58″ est | Mont Wuzhi                |
| 24   | Heilongjiang        | Mont Datudingzi (en)                 | 1 690        | Chaîne de Zhangguangcai (en) | 44° 30′ 05″ nord, 128° 14′ 11″ est | Illustration manquante    |
| 25   | Shandong            | Pic de l'Empereur de Jade (Mont Tai) | 1 545        | Mont Tai                     | 36° 14′ nord, 117° 04′ est         | Pic de l'Empereur de Jade |
| 26   | Liaoning            | Gangshan (zh) (Longgang Shan (zh))   | 1 347        | Inconnu                      | 41° 42′ nord, 125° 24′ est         | Illustration manquante    |
| 27   | Tianjin             | Pic Jiushan (zh)                     | 1 078        | Inconnu                      | 40° 13′ 33″ nord, 117° 29′ 53″ est | Illustration manquante    |
| 28   | Hong Kong           | Tai Mo Shan                          | 957          | Aucun                        | 22° 24′ 40″ nord, 114° 07′ 24″ est | Tai Mo Shan               |
| 29   | Jiangsu             | Pic Yunu (zh) (Mont Huaguo (en))     | 625          | Monts Yuntai                 | 34° 39′ 15″ nord, 119° 17′ 18″ est | Mont Huaguo               |
| 30   | Macao               | Alto de Coloane                      | 172          | Aucun                        | 22° 07′ 21″ nord, 113° 33′ 46″ est | Alto de Coloane           |
| 31   | Shanghai            | Sheshan Ouest (Sheshan)              | 118          | Aucun                        | 31° 05′ 35″ nord, 121° 11′ 35″ est | Sheshan                   |

## Carte
| Everest K2 Minya Konka Bukadaban Feng Kawagebo Altun Shan Yu Shan Mont Taibai Aobaogeda Shennong Deng Mont Wutai Jiucaiping Petit mont Wutai Yintiaoling Pic Baiyun Laoyachan'ao Mont Ling Mont Huanggang Mont Kitten Lingfeng Huangmaojian Shikengkong Pic du Lotus Mont Wuzhi Mont Datudingzi Mont Tai Gangshan Pic Jiushan Tai Mo Shan Mont Huaguo Alto de Coloane Sheshan |